# スタッド・オセアン
スタッド・オセアン（Stade Océane）は、フランス・セーヌ＝マリティーム県ル・アーヴルにある多目的スタジアム。ル・アーヴルACがホームスタジアムとして使用している。

## 歴史
2007年7月、ル・アーヴル・セーヌ・メトロポールが主体となって新スタジアム建設計画の策定が決定し、約3年後の2010年7月12日、総工費8,000万ユーロを投じての建設工事がスタートした。設計を担当した建築設計事務所は国内のSCAU社とロンドンに本社を置き、リヴァプールFCやトッテナム・ホットスパーFCの練習場を設計したことでも知られるKSS Groupの2社である。
2012年5月に地元のプロサッカークラブであるル・アーヴルACが新スタジアムをホームスタジアムとして使用することが決定すると、同年7月12日、ル・アーヴル市長やフランスサッカー連盟会長出席の下、新スタジアムの落成式が行われた。また、スタジアムの外装はル・アーヴルACのクラブカラーである青色で装飾されている。
2012年8月15日、スタジアム初の国際Aマッチとしてフランス代表対ウルグアイ代表の親善試合が開催され、ディディエ・デシャン監督のフランス代表での初陣となった試合は0-0でのスコアレスドローに終わった。
2019年6月には2019 FIFA女子ワールドカップの試合が合計7試合行われた。

## 開催された主な大会・試合
- 2019 FIFA女子ワールドカップ

| 日付          | チーム#1         | 結果 | チーム#2         | ラウンド   |
| ------------- | ---------------- | ---- | ---------------- | ---------- |
| 2019年6月8日  | スペイン         | 3-2  | 南アフリカ共和国 | グループB  |
| 2019年6月11日 | ニュージーランド | 0-1  | オランダ         | グループE  |
| 2019年6月14日 | イングランド     | 1-0  | アルゼンチン     | グループD  |
| 2019年6月17日 | 中国             | 0-0  | スペイン         | グループB  |
| 2019年6月20日 | スウェーデン     | 0-2  | アメリカ合衆国   | グループF  |
| 2019年6月23日 | フランス         | 2-1  | ブラジル         | ラウンド16 |
| 2019年6月27日 | ノルウェー       | 0-3  | イングランド     | 準々決勝   |

- 国際Aマッチ

| 日付          | チーム#1 | 結果 | チーム#2                 | 大会     |
| ------------- | -------- | ---- | ------------------------ | -------- |
| 2012年8月15日 | フランス | 0-0  | ウルグアイ               | 親善試合 |
| 2015年3月28日 | セネガル | 2-1  | ガーナ                   | 親善試合 |
| 2017年3月24日 | ギニア   | 2-2  | ガボン                   | 親善試合 |
| 2018年3月27日 | セネガル | 0-0  | ボスニア・ヘルツェゴビナ | 親善試合 |
| 2022年9月23日 | ブラジル | 3-0  | ガーナ                   | 親善試合 |

## ギャラリー

2012年の外観
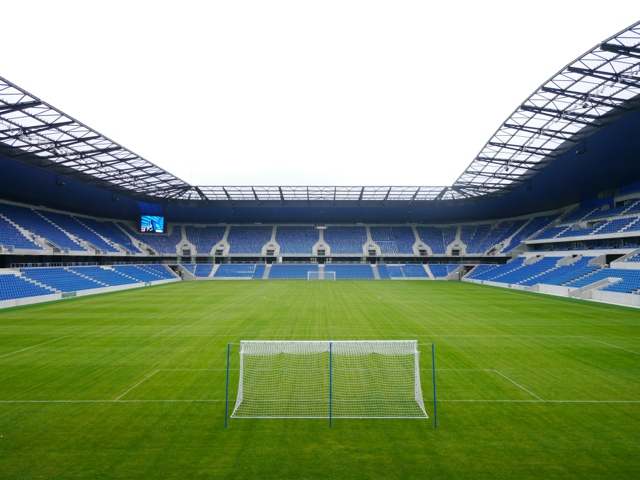
2012年の内観
夜のスタジアム (2012年)